# Mounia Gasmi
Pour les articles homonymes, voir Gasmi.
Mounia Gasmi, née le 2 mai 1990  à Batna en Algérie, est une athlète handisport algérienne, pratiquant le lancer de massue et le lancer du poids.

## Palmarès

### Jeux paralympiques
- Médaille d'argent du lancer de massues F32 aux Jeux paralympiques d'été de 2016 à Rio de Janeiro
- Médaille d'argent du lancer de massues F31/32/51 aux Jeux paralympiques d'été de 2012 à Londres

### Championnats du monde
- Médaille d'or du lancer de massues F32 aux Championnats du monde d'athlétisme handisport 2017 à Londres
- Médaille d'argent du lancer du poids F32/33/34 aux Championnats du monde d'athlétisme handisport 2015 à Doha
- Médaille d'argent du lancer du poids F32 aux Championnats du monde d'athlétisme handisport 2013 à Lyon
- Médaille d'argent du lancer de massues F32 aux Championnats du monde d'athlétisme handisport 2013 à Lyon